# Kérity (Côtes-d'Armor)
Ne doit pas être confondu avec Kérity (Finistère).
Kérity est un quartier de la commune de Paimpol dans le département des Côtes-d'Armor.
C'est une ancienne commune ayant fusionné en 1960 avec Plounez et Paimpol.
D'un point de vue religieux, la paroisse de Kérity était enclavée dans l'évêché de Saint-Brieuc faisait partie du doyenné de Lanvollon relevant de l'évêché de Dol et était sous le vocable de saint Samson. L'église de Keriti (dès 1189) ou de Quérity (1198) est citée dans les chartes des abbayes de Saint-Riom et de Beauport.

## Histoire

### Les chantiers Bonne

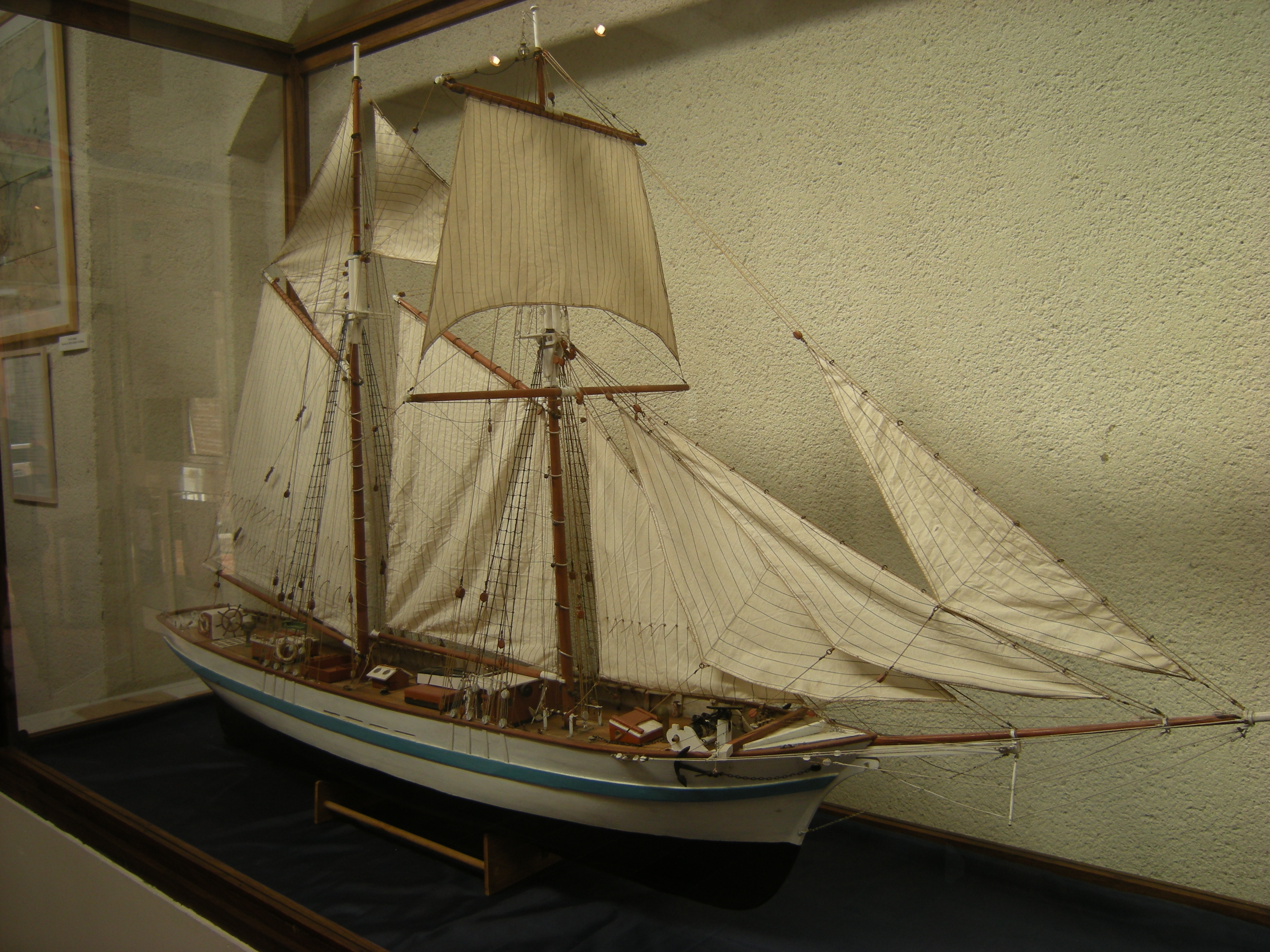
La goélette Occasion, maquette exposée au musée de la mer de Paimpol.

En 1852, Louis Morand arme l'Occasion, le premier navire à quitter le port de Paimpol pour pêcher la morue au large de l'Islande. 
En 1935, la Glycine sera la dernière goélette à partir pour la Grande Pêche. Entre ces deux dates, Paimpol et sa région vont connaître une période de prospérité, que l'on appelle depuis dans la cité des Islandais (surnom de Paimpol), la Grande époque.
Toutes sortes d'activités vont alors se développer et notamment la construction navale. 
En 1899, les chantiers Bonne s'établissent à Poulafret sur le territoire de Kérity. Ils vont alors donner une très forte impulsion à la construction navale paimpolaise.

### Les guerres duXXesiècle
Le monument aux Morts porte les noms de 124 soldats morts pour la Patrie :
- 76 sont morts durant la Première Guerre mondiale.
- 44 sont morts durant la Seconde Guerre mondiale.
- 2 sont morts durant la Guerre d'Algérie.
- 2 sont morts  durant la Guerre d'Indochine.

### Annexion de Kérity par la ville de Paimpol
La commune de Paimpol à l'origine ne compte que quatorze hectares. En 1838, elle décide d'entreprendre de grands travaux avec l'assèchement d'un étang et la construction d'un port. Celui-ci comprendra des quais et une jetée protégeant des vents de Nord-Est qui devra obligatoirement s'appuyer sur la rive de l'étang situé à Kérity. Pour faciliter les travaux, la municipalité de Paimpol propose d'annexer une partie du quartier de Kernoa malgré l'opposition de Kérity. Cette opération sera décidée en 1843 et désormais la zone portuaire fera partie intégrante de Paimpol.
En 1899, le chemin de fer arrive à Paimpol (en provenance de Guingamp). La gare sera implantée sur un nouveau terrain obtenu en asséchant un étang. Mais une partie de celui-ci fait encore partie du territoire de Kérity. Le préfet décide de rectifier à nouveau la frontière dans la mesure où la commune de Kérity ne peut faire face aux investissements indispensables.
Pour assurer le développement économique de la région de Paimpol et l'extension de sa zone urbanisée, la fusion des communes apparaît nécessaire juste après la seconde guerre mondiale. Ce sera chose faite quinze ans plus tard lorsque le 26 novembre 1960, à la suite d'un vote organisé à l'intention des habitants des communes concernées, sera créé le « Grand Paimpol » avec Kérity et Plounez.
Le sentiment d'appartenance à Kérity est encore aujourd'hui très présent dans l'esprit de bon nombre de ses habitants. Pourtant, ces dernières années, le petit bourg a perdu la plupart de ses commerces alimentaires emportés par le développement de la grande distribution. Kérity a vu s'implanter sur son territoire un hôpital et un collège et de nombreuses zones résidentielles. Des projets de développement sont en cours. L'activité touristique s'est développée autour de l'abbaye de Beauport.

## Politique et administration
| Période                                  | Période          | Identité                       | Étiquette | Qualité            |
| ---------------------------------------- | ---------------- | ------------------------------ | --------- | ------------------ |
| 1790                                     | 1790             | Joseph Pierre François Lambert |           |                    |
| 1790                                     | 1795             | René Rolland                   |           |                    |
| Les données manquantes sont à compléter. |                  |                                |           |                    |
| 1801                                     | 1808             | Jean Pierre                    |           |                    |
| 1808                                     | 1815             | Yves-Marie Dauphin             |           |                    |
| 1815                                     | 1830             | Roland Guillou                 |           |                    |
| 1830                                     | 1849             | Yves-Marie Dauphin             |           |                    |
| 1849                                     | 1850             | François Lec'hvien             |           |                    |
| 1850                                     | 1852             | Séverin Jean Marie Dauphin     |           |                    |
| 1852                                     | 1870             | François Guillou               |           |                    |
| 1870                                     | 1879             | François Denis Jacob           |           |                    |
| 1879                                     | 1880             | Pierre Floury                  |           |                    |
| 1880                                     | 1881             | François Guillou               |           |                    |
| 1881                                     | 1891             | François Denis Jacob           |           |                    |
| 1891                                     | 1892             | Yves Marie Derrien             |           |                    |
| 1892                                     | 1897 (démission) | Louis Conan                    |           |                    |
| 1897                                     | 1902             | Yves Buhot-Launay              |           | Armateur           |
| 1902                                     | 1904             | Jean Guillou                   |           |                    |
| 1904                                     | 1908             | Yves Cavelan                   |           |                    |
| 1908                                     | 1919             | Jean-François Dauphin          |           | Armateur           |
| 1919                                     | 1920             | Jean Marie Le Quément          |           |                    |
| 1921                                     | 1929             | Grégoire Le Cor                |           |                    |
| 1929                                     | 1944             | Émile Bonne                    |           | Constructeur naval |
| 1944                                     | 1945             | Louis Le Roux                  |           |                    |
| 1945                                     | 1950             | Félix Babin                    |           |                    |
| 1950                                     | 1951             | F. Milon                       |           |                    |
| mars 1951                                | juillet 1951     | Claude Ollivier                |           |                    |
| juillet 1951                             | décembre 1951    | Yves Kerjolis                  |           |                    |
| 1951                                     | 1958             | Michel Le Corre                |           |                    |
| 1958                                     | 1959             | Jean Louis Dollo               | MRP       |                    |
| 1959                                     | 1960             | Louis Cleuziat                 |           |                    |
| Les données manquantes sont à compléter. |                  |                                |           |                    |

## Lieux et monuments

### Église
La première église Saint-Samson de Kérity remonte à la fin du XIIe siècle. Elle appartenait à l'abbaye de Saint-Riom. Lorsque celle-ci fut abandonnée, l'église fut donnée aux moines de l'Abbaye de Beauport en 1202 dont elle dépendit jusqu'à la Révolution. De l'ancienne église reconstruite au XVIe siècle, il ne reste plus rien. Elle se trouvait naguère dans l'actuel quartier de Sainte-Barbe appelé aujourd'hui « Le Vieux Bourg ». Cet édifice est en ruine lorsqu'une nouvelle église est construite au « Terron » sur les plans de l'architecte Alphonse Guépin. En 1862, la vieille église pauvre, laide, mal pavée avec des statues de saints grossièrement faites, avec un petit campanile percé pour trois cloches fut abattue. Les pierres furent réutilisées pour construire le presbytère.
La bénédiction de la première pierre de la nouvelle église eut lieu le 22 mars 1859 et la bénédiction le 18 janvier 1863. La tour ne fut construite qu'en 1890. La décoration de rinceaux et arabesques et l'œuvre du peintre briochin Raphaël Donguy, en 1862.

### Chapelle Sainte-Barbe
Dominant l'anse de Paimpol, la chapelle Sainte-Barbe est un édifice du XVIIe siècle remanié au XXe siècle (1908). Elle est bâtie sur la plus haute éminence de la paroisse de Kérity, au lieu-dit « La Mac'helaire ». C'est à cette chapelle, la seule de la paroisse, que tous les ans, les pêcheurs d'Islande et de Terre-Neuve venaient en pèlerinage demander à Sainte Barbe de les protéger de la foudre et de tous les dangers. Outre le petit pardon célébré le 4 décembre, le grand pardon est célébré le jour de l'Ascension. Ce jour-là, de nombreux pèlerins viennent visiter la chapelle. Ils apportaient autrefois leur offrande de blé ou d'argent. À côté de la chapelle se trouve un petit oratoire enterré et surmonté d'un calvaire. C'est dans ce petit édifice que l'on entreposait jadis le blé offert le jour de pardon.
Kérity possédait autrefois une chapelle, détruite vers 1800, dédiée à Notre-Dame de Gavel et située à la Lande Colas.

### Les carrières de Kérity
Le territoire de Kérity est très intéressant sur le plan géologique. Il offre en effet une grande variété de roches utilisées dans la construction mais aussi pour l'empierrement des routes. Les façades des maisons de la région paimpolaise témoignent de cette richesse géologique. Guilben est le lieu où l'on trouve la spilite de Paimpol, une roche volcanique épanchée sous la mer, avec notamment des coulées en coussins (pillow lavas) et des hyaloclastites, témoins du volcanisme briovérien. Cependant, très difficile à tailler, elle n'est pas souvent utilisée.
Des archives du XIIIe siècle attestent également de la présence de carrières sur l'îlot de Cruckin, on y a extrait alors un schiste bleu-noir. 
Un peu plus loin en direction de Plouézec se trouvent les carrières du Danet. L'une d'elles a été exploitée pour son grès rose. Cette roche est aussi appelée grès de Plourivo. La vallée du Trieux correspondait autrefois avec le début de la vieille chaine cadomienne. Les grès et autres conglomérats ont été abondamment utilisés dans la construction pour les pierres d'angle et les entourages, mais aussi comme moellons.

## Personnalités liées à Kérity
- Émile Buhot-Launay (1881-1970), administrateur colonial en Afrique et en Guyane, est né à Kérity.
- Arsène Jean Elisabeth Toussaint Buhot-Launay (1837-1902), armateur, capitaine au long cours et maire de Kérity.
- Yves Élie Marie Alexandre Buhot-Launay (1843-1902), armateur et maire de Kérity de 1897 à 1902.
- Jeanne Weber (1874-1918), tueuse en série, surnommée « l'Ogresse de la Goutte d'Or », est née à Kérity.
- Honorine Rondello (1903-2017), doyenne des Français, est née à Kérity.